# Patricia Guzmán (poeta)
Patricia Guzmán Bajares (Caracas, 8 de agosto de 1960-Caracas, 3 de febrero de 2025) fue una poeta, ensayista, periodista cultural y profesora universitaria venezolana.

## Biografía
Estudió Comunicación Social en la Universidad Católica Andrés Bello, de donde egresó en 1982. Dirigió esta escuela entre 1995 y 1996 y también fue profesora en esta casa de estudios de la cátedra Comunicación Cultural. Hizo el doctorado en Literatura Hispanoamericana en la Universidad Sorbona Nueva de París. Igualmente, fue profesora invitada en el Departamento de Estudios Hispánicos de la Universidad de Brown en los Estados Unidos. 
Dirigió las páginas de arte del diario El Nacional y de los suplementos literarios «Bajo Palabra», de El Diario de Caracas, y «Verbigracia», de El Universal, así como el relanzamiento de la revista Estampas. En 1992 compiló para Alfadil Ediciones la obra Yo, el otro (autobiografías apócrifas), con ilustraciones de Ernesto León, en la que diversos escritores recrearon relatos autobiográficos ficticios de sus artistas favoritos. Publicó su obra poética en nueve títulos, al igual que en revistas, antologías y suplementos especializados. Parte de su poesía ha sido traducida al inglés, francés e italiano. De su obra ensayística, destacan sus aproximaciones a las obras de los poetas Ramón Palomares y Ana Enriqueta Terán, como prólogos de la Biblioteca Ayacucho. También indagó en la obra de Hanni Ossott.
Estuvo casada con el médico Nicolás Bianco, quien fue vicerrector académico de la Universidad Central de Venezuela, a quien le dedicó El poema del esposo (1999).
En noviembre de 2024 presentó su última obra, el libro La Virgen del árbol seco el cual fue inspirado en una pintura del mismo nombre de Petrus Christus. El libro combina la pintura con el poema «La Conferencia de los Pájaros» de Farid al Din Attar.

## Obra
- De mí, lo oscuro (1987)
- Canto de oficio (1997)
- El poema del esposo (1999)
- La boda (2001)
- Con el ala alta: obra poética reunida 1987-2003 (2004)
- Soledad intacta (2009)
- Trilogía (2010)
- El almendro florido (2017)
- La Virgen del árbol seco (2024)